# Hagratgi, Shorapur
Hagratgi là một làng thuộc tehsil Shorapur, huyện Gulbarga, bang Karnataka, Ấn Độ.